# Pak Szodzsun
Pak Szodzsun (hangul: 박서준, handzsa: 朴敍俊, RR: Park Seo-jun; 1988. december 16.–) dél-koreai színész. Pályafutása 2011-ben indult, Pang Jongguk (Bang Yong-guk) I Remember című videóklipjében szerepelt először. Azóta több televíziós sorozattal vált ismertté és 2013–2015 között a Music Bank című televíziós műsor vezetője is volt.

## Élete és pályafutása
Pak (Park) korán teljesítette sorkatonai szolgálatát, barátaival együtt vonult be, és még a színészi pályafutása kezdete előtt le is szerelt. 2011-ben kötött szerződést a KeyEast menedzsmentcéggel.
2012-ben a Dream High 2 című sorozatban kapta első televíziós szerepét, majd 2013-ban a Pots of Gold-ban játszott. Első főszerepét a Manjoi jone című sorozatban kapta 2014-ben.
2015-ben a Kunjonun jeppotta című sorozat főszerepét kapta meg, első komoly moziszerepét pedig a The Chronicles of Evil című thrillerben játszotta.
2017-ben a KBS2 csatorna Fight For My Way című sorozatában volt látható az egyik főszereplő, Ko Dong-Man szerepében. Ugyanezen év augusztusában jelent meg a Midnight Runners (magyarul Kadétnyomozók-ként ismert) című filmje is, melyben Pak rendőrkadétot alakít Kang Hanul oldalán.

## Filmográfia

### Televíziós sorozatok
| Év   | Cím                                   | Szerep                                            | Csatorna |
| ---- | ------------------------------------- | ------------------------------------------------- | -------- |
| 2012 | Dream High 2                          | Siu (Si-woo)                                      | KBS2     |
| 2012 | Shut Up Family                        | Csha Szodzsun (Cha Seo-joon)                      | KBS2     |
| 2013 | Pots of Gold                          | Pak Hjonthe (Park Hyeon-tae)                      | MBC      |
| 2013 | Drama Festival: Sleeping Witch        | Kim Himcshan (Kim Him-chan)                       | MBC      |
| 2013 | One Warm Word                         | Szong Minszu (Song Min-soo)                       | SBS      |
| 2014 | Manjoi jone                           | Jun Dongha (Yoon Dong-ha)                         | tvN      |
| 2014 | Mama                                  | idősebb Han Guru (Han Geu-roo) (cameo)            | MBC      |
| 2015 | Kill Me, Heal Me                      | O Rion (Oh Ri-on)                                 | MBC      |
| 2015 | Kunjonun jeppotta                     | Csi Szongdzsun (Ji Seong-joon)                    | MBC      |
| 2016 | Hwarang: The Poet Warrior Youth       | Mu Mjong/ Szon Urang (Moo Myeong / Seon Woo-rang) | KBS2     |
| 2017 | Fight For My Way                      | Ko Dongman                                        | KBS2     |
| 2018 | What’s Wrong with Secretary Kim       | I Jongdzsun (Lee Young-joon)                      | tvN      |
| 2020 | Bosszúra éhesen (Itaewon Class)       | Pak Szeroi (Park Sae-roi)                         | JTBC     |
| 2020 | Ifjúságom története (Record of Youth) | Szong Minszu (Song Min-soo) (cameo)               | tvN      |

### Filmek
| Év   | Cím                    | Szerep                       | Megjegyzés | Hiv.   |
| ---- | ---------------------- | ---------------------------- | ---------- | ------ |
| 2011 | Perfect Game           | Cshilgu (Chil-goo)           |            |        |
| 2015 | The Chronicles of Evil | Csha Dongdzse (Cha Dong-jae) |            |        |
| 2015 | Belső szépség          | Udzsin (Woo-jin )            |            |        |
| 2017 | Midnight Runners       | Pak Kidzsun (Park Ki-jun)    |            |        |
| 2018 | Be with You            | Csiho (Ji-ho)                | cameo      | [ 15 ] |
| 2019 | The Divine Fury        | Jonghu (Yong-hoo)            |            | [ 16 ] |
| 2019 | Élősködők              | Minhjok (Min-hyeok)          | cameo      | [ 17 ] |
| 2022 | Concrete Utopia        | Minszong (Minseong)          |            | [ 18 ] |
| 2023 | Marvelek (The Marvels) | TBA                          |            | [ 19 ] |
| ?    | Dream                  | Jun Hongde (Yoon Hong-dae)   |            | [ 20 ] |

### Televíziós műsorok
| Év        | Cím              | Csatorna | Megjegyzés               |
| --------- | ---------------- | -------- | ------------------------ |
| 2013-2015 | Music Bank       | KBS2     | műsorvezető              |
| 2014      | Running Man      | SBS      | vendég (184., 198. rész) |
| 2014      | SBS Drama Awards | SBS      | műsorvezető              |
| 2015      | Running Man      | SBS      | vendég (246., 263. rész) |

### Videóklipek
| Év   | Cím                | Művész                                                       |
| ---- | ------------------ | ------------------------------------------------------------ |
| 2011 | I Remember         | Pang Jongguk (Bang Yong-guk) feat. Jang Joszop (Yang Yoseob) |
| 2014 | One Two Three Four | The One                                                      |